# Lasiurus ega
Lasiurus ega је врста слепог миша из породице вечерњака (лат. Vespertilionidae).

## Распрострањење
Ареал врсте Lasiurus ega обухвата већи број држава у јужној и средњој Америци. 
Врста је присутна у Аргентини, Белизеу, Боливији, Бразилу, Гвајани, Гватемали, Колумбији, Мексику, Никарагви, Костарици, Панами, Парагвају, Перуу, Еквадору, Салвадору, Сједињеним Америчким Државама, Суринаму, Тринидаду и Тобагу, Уругвају, Француској Гвајани и Хондурасу.

## Угроженост
Ова врста није угрожена, и наведена је као последња брига јер има широко распрострањење.